# Nyctimène
Cet article possède un paronyme, voir Nyctimene.
Dans la mythologie grecque, Nyctimène (en grec ancien Νυκτιμένη) est la fille du roi de Lesbos, Épopée, ou encore d'un roi d'Éthiopie nommé Nyctée,,.
Selon les versions, elle séduisit son père, ou ce dernier, troublé par la grande beauté de sa fille, la viola. Nyctimène, honteuse, alla se cacher dans une forêt où elle fut prise en pitié par Athéna, qui la transforma en chouette,,. 

## Sources littéraires anciennes
- Hygin, Fables [détail des éditions] [(la) lire en ligne] (CCIV ; CCLIII).
- Ovide, Métamorphoses [détail des éditions] [lire en ligne] (II, 590 et suiv.).
- Dictionnaire de la Fable - François Noël